# Vibo Valentia Marina
Vibo Valentia Marina è una frazione di circa 7 876 abitanti del comune di Vibo Valentia in Calabria, situata sul mar Tirreno nel golfo di Sant'Eufemia. Il territorio della frazione corrisponde con la IV circoscrizione del comune di Vibo Valentia.
Il suo territorio è sede di una delle più significative aree industriali presenti nella provincia, così come importante risulta il suo porto, specializzato nella distribuzione dei petroli, nel commercio di prodotti ittici e nel turismo (collegamenti da e per le Isole Eolie). È sede di una delle Capitanerie di Porto - Guardia Costiera più grandi d'Italia (con giurisdizione che va da Nicotera a Maratea), così come è sede del Comando provinciale della Guardia di Finanza.

## Storia

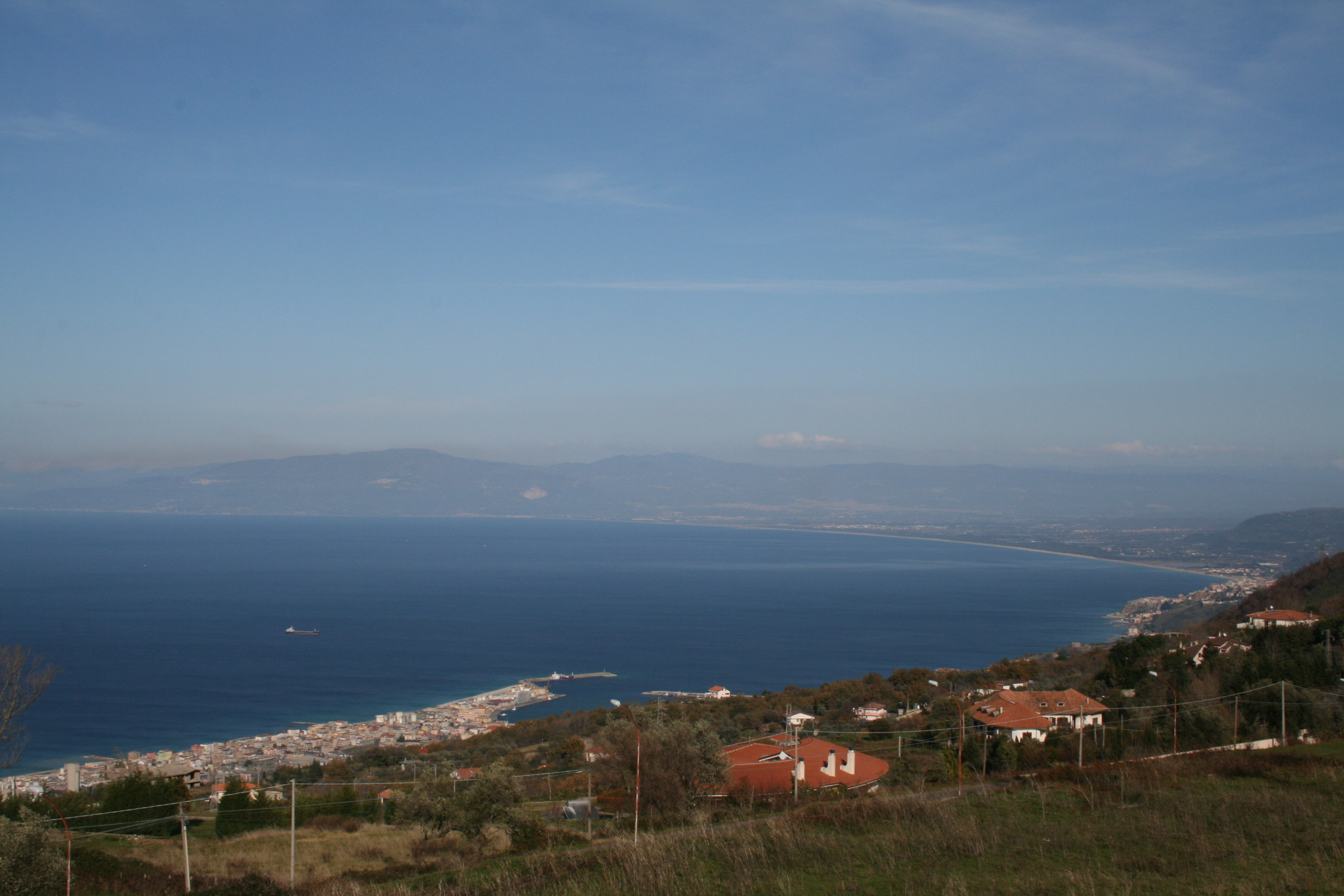
Veduta della costa di Vibo Marina da Vibo Valentia.

In località Trainiti poco distante dalla vicina Portosalvo, in un'insenatura sorgevano già nel neolitico degli approdi per il commercio dell'ossidiana, con la colonizzazione greca nello stesso posto, verrà costruito il porto di Hipponion, fra il 294 a.C. e il 289 a.C. esso sarà rafforzarto da Agatocle che aveva conquistato la polis. In epoca romana, il porto ulteriormente ingrandito è utilizzato come base navale durante le guerre puniche, macedoniche e le guerre civili. Nel VI -VII secolo era ancora attivo come testimoniano le lettere di San Gregorio Magno al vescovo di Vibona; in località Trainiti sono visibili a pelo d'acqua i resti dell'antico porto, in particolare l'antemurale che si protende per circa 500 metri dalla costa. Nell'abitato di Vibo Marina invece, era presente un attracco minore, con un insediamento. L'abitato del porto smette di essere frequentato nel VII secolo, la vita riprenderà nell'XI con i Normanni.
I primi insediamenti del nucleo urbano moderno risalgono ai primi anni dell'800, quando presso la Baia di Santa Venere ormeggiavano bastimenti ed imbarcazioni legate alle numerose attività della pesca del tonno (numerose le tonnare attive presenti lungo la costa vibonese denominata "Costa degli Dei") e alla commercializzazione del legname delle vicine Serre. La successiva costruzione di un molo, subito dopo l'Unità d'Italia implementò lo stanziamento di diverse famiglie che andarono formando poi la prima comunità. L'arrivo della ferrovia (nel 1889) e la costruzione di ulteriori infrastrutture portuali, accelerarono il processo di crescita urbana ed industriale che vide intorno agli anni 50-60 del secolo scorso il suo apice. La presenza di numerose industrie (Nuovo Pignone, Italcementi, Snam, Agip, Meridionale Petroli, ecc.), fece intravedere il miraggio di una industrializzazione che doveva portare e diffondere il benessere. Fu solo una illusione che lasciò prostrato il territorio disseminato di capannoni industriali a danno di un turismo mai decollato.
Vibo Marina in origine era chiamata Porto Santa Venere ed una leggenda narra che il nome le fu dato da un pescatore del luogo che scoprì sulla spiaggia la statua di una donna sdraiata ed identificata con Santa Venere. La statua, in realtà una copia romana di Arianna dormiente, trova posto su un basamento all'incrocio tra il Lungomare Cristoforo Colombo e Corso Michele Bianchi.
L'antico nome di Porto Santa Venere venne poi modificato a partire dal 1931 (primo documento in cui si riporta tale denominazione) in Vibo Marina (il capoluogo aveva mutato il nome da Monteleone Calabro in Vibo Valentia nel 1928).
Il 17 novembre 1951 si consuma la tragedia del viadotto ferroviario di Timpa Janca lungo la linea ferroviaria Vibo Marina-Pizzo-Vibo Valentia-Mileto. Negli anni sessanta e settanta in particolare, si è assistito, purtroppo, alla costruzione di centinaia di edifici abusivi su proprietà demaniale, in particolar modo in località Pennello, dove la bellezza della natura è stata oltraggiata dalla costruzione sulla spiaggia di orrendi caseggiati in cemento.
Il 3 luglio 2006 un'alluvione dovuta ad un eccezionale nubifragio provoca ingenti danni all'industria, al turismo ed a numerose abitazioni. La maggior parte dei danni si registrano nel quartiere del Pennello. Lo straripamento dei numerosi torrenti e del Sant'Anna in particolare, ostruiti dalla costruzione di edifici abusivi, hanno sommerso il paese e le località adiacenti di fanghiglia, detriti e acqua, superando in molti punti il metro di altezza. Tre morti è stato il prezzo pagato dalla comunità, la quale porta ancora i segni e le ferite subite.

## Monumenti e luoghi d'interesse
- Santuario Diocesano dedicato a Maria SS. del Rosario di Pompei
- Torre Marzano in viale Sen. Delfino Parodi
- Fondali di Trainiti: molo romano
- Castello di Bivona
- La Tonnara, futura sede del Polo Museale Civiltà del Mare di Bivona
- Parco Marino Regionale "Costa degli Dei" Fondali di Capocozzo − S.Irene− Vibo Marina − Pizzo − Capo Vaticano − Tropea

## Economia
L'economia è caratterizzata da due elementi fondamentali: l'area industriale con l'insediamento di Porto Salvo, dove sono presenti numerose aziende (soprattutto carpenteria metallica, terziario avanzato e conserviera) ed il Porto, attorno al quale ruotano diverse attività economiche e produttive. Il settore dei trasporti mercantili e civili presenta una notevole movimentazione merci e passeggeri. Molto sviluppati sono i settori della nautica da diporto, della pesca e della itticoltura. Molto vivace è la vita cittadina e diffuso è l'associazionismo, sia di ispirazione laica che religiosa.

## Sport
Calcio:
- L' U.S. Marinate ha militato per diversi anni in Prima Categoria, disputando anche il campionato di Promozione nella stagione 2005/2006, con grande pubblico al seguito. Proficuo anche il settore giovanile con la S.S.D. Boys Marinate nata nel 2007.
- La S.S.D Boys Marinate nel settembre del 2022 iscrive la squadra, formata anche da vecchie glorie del passato, al campionato amatori calcio a 11 over 35 A.S.C. Vincendo, da subito con un poker, il campionato 2022/23, il titolo "Regionale", il "trofeo dello stretto" e il "Campionato Nazionale" 2023.

Calcio a 5:
- La Jonathan Vibo Marina ha militato nei campionati di serie C2 e D. La A.S.D. Free Time ha militato in Serie D.

Pallavolo:
- La Tonno Callipo, che ha militato per ben 15 stagioni in Superlega è nata dalla fusione fra la Pallavolo Vibo Marina e la Fiamma Vibo Valentia.
- Il Vibo Marina femminile ha militato nel campionato di serie C.
- La Volley Vibo Marina pallavolo maschile ha militato nel cdi serie D.

Basket:
- Il NSC New Sporting Club Vibo Marina, nella stagione 2014/2015,  ha militato nel campionato di Promozione Maschile Calabria.

Motociclismo:
- LA.S.D. Motoclub Leoni di Calabria ha conquistato nel 2004 il Trofeo Turistico Nazionale - Medaglia d'Argento e il I posto campionato Regionale.

### Impianti sportivi
- Stadio comunale "Roberto Marzano" (500 posti). Dotato di erba sintetica di ultima generazione e un angolo Padel Courts adiacente al rettangolo di gioco, il quale offre un campo all'aperto e tutte le opzioni per giocare a Padel.
- Palazzetto dello Sport di Vibo Marina - intitolato a "Giancarlo Naso" (500 posti)